# Gymnastique rythmique aux Jeux olympiques d'été de 2008 - Résultats individuels
Pour un article plus général, voir Gymnastique rythmique aux Jeux olympiques d'été de 2008.
Navigation
Athènes 2004 Londres 2012
Cette page présente les résultats du concours général individuel de gymnastique rythmique aux Jeux olympiques d'été de 2008.

## Concours général individuel
| Rang                                | Gymnaste                | Corde       | Corde    | Cerceaux    | Cerceaux | Massues     | Massues  | Ruban       | Ruban    | Total  |
| Rang                                | Gymnaste                | Score       | Pénalité | Score       | Pénalité | Score       | Pénalité | Score       | Pénalité | Total  |
| ----------------------------------- | ----------------------- | ----------- | -------- | ----------- | -------- | ----------- | -------- | ----------- | -------- | ------ |
| Médaille d'or, Jeux olympiques      | Evguenia Kanaïeva (RUS) | 18.850 (1)  | -        | 18.850 (1)  | -        | 18.950 (1)  | -        | 18.850 (1)  | 0.05     | 75.500 |
| Médaille d'argent, Jeux olympiques  | Inna Zhukova (BLR)      | 18.125 (3)  | -        | 18.125 (3)  | -        | 17.850 (3)  | -        | 17.825 (4)  | -        | 71.925 |
| Médaille de bronze, Jeux olympiques | Anna Bessonova (UKR)    | 17.975 (4)  | -        | 17.775 (5)  | -        | 17.900 (2)  | -        | 18.225 (2)  | -        | 71.875 |
| 4                                   | Olga Kapranova (RUS)    | 18.200 (2)  | 0.10     | 18.500 (2)  | -        | 16.950 (8)  | -        | 18.050 (3)  | -        | 71.700 |
| 5                                   | Aliya Yussupova (KAZ)   | 17.825 (5)  | -        | 17.625 (6)  | -        | 17.650 (4)  | -        | 16.700 (7)  | -        | 69.800 |
| 6                                   | Aliya Garayeva (AZE)    | 17.750 (6)  | -        | 18.075 (4)  | -        | 17.225 (6)  | -        | 16.625 (8)  | -        | 69.675 |
| 7                                   | Natalia Godunko (UKR)   | 16.700 (8)  | 0.20     | 17.500 (7)  | -        | 17.525 (5)  | -        | 17.125 (5)  | -        | 68.850 |
| 8                                   | Almudena Cid (ESP)      | 17.000 (7)  | -        | 17.000 (9)  | -        | 17.150 (7)  | -        | 16.950 (6)  | -        | 68.100 |
| 9                                   | Irina Risenzon (ISR)    | 16.350 (9)  | 0.05     | 17.025 (8)  | -        | 16.850 (8)  | -        | 16.550 (9)  | -        | 66.775 |
| 10                                  | Simona Peycheva (BUL)   | 15.975 (10) | 0.20     | 16.975 (10) | 0.05     | 16.775 (10) | -        | 15.750 (10) | -        | 65.475 |